# Epimelitta mneme
Epimelitta mneme là một loài bọ cánh cứng trong họ Cerambycidae.